# HLA-B14

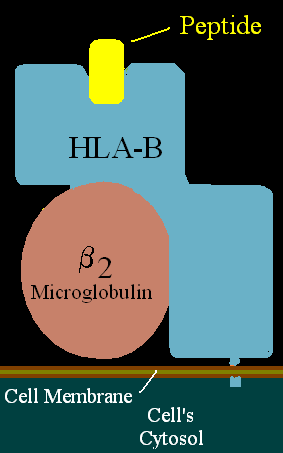

HLA-B14 هو نمط مصلي من مستضد الكريات البيضاء البشرية-ب.